# Kanton Thionville
Thionville is een kanton van het Franse departement Moselle. Het kanton maakt deel uit van het arrondissement Thionville.
Het kanton is op 22 maart 2015 samengesteld uit een deel van de gemeente Thionville en de gemeente Terville, die daarvoor deel had uitgemaakt van het kanton Yutz.